# Gabriella Szűcs-Bucur
Gabriella Ibolya Szűcs-Bucur (* 31. August 1984 in Oradea, geborene Gabriella Ibolya Szűcs) ist eine ehemalige ungarisch-rumänische Handballspielerin.

## Karriere
Gabriella Szűcs-Bucur spielte ab dem Jahre 1999 beim ungarischen Verein Debreceni VSC. Im Jahre 2008 unterschrieb die Rückraumspielerin einen Vertrag beim rumänischen Erstligisten CS Oltchim Râmnicu Vâlcea. Mit Oltchim Râmnicu Vâlcea gewann sie 2009, 2010 und 2011 die rumänische Meisterschaft sowie 2011 den rumänischen Pokal. Nachdem Szűcs-Bucur 2011 wieder für Debreceni VSC aufgelaufen war, schloss sie sich noch im selben Jahr dem rumänischen Verein HC Zalău an. 2013 wechselte sie zum rumänischen Erstligisten HCM Baia Mare. Mit Baia Mare gewann sie 2014 die Meisterschaft sowie 2014 und 2015 den rumänischen Pokal. Im Sommer 2016 wechselte Szűcs-Bucur zum rumänischen Erstligisten HC Dunărea Brăila. Im Dezember 2017 legte sie aufgrund ihrer Schwangerschaft eine Pause ein. Im Oktober 2019 nahm sie erstmals nach der Geburt ihrer Tochter wieder am Training von HC Dunărea Brăila teil. Dort beendete sie 2021 ihre Karriere.
Gabriella Szűcs-Bucur bestritt 96 Länderspiele für die ungarische Nationalmannschaft. Mit Ungarn gewann sie 2004 die Bronzemedaille bei der Europameisterschaft und 2005 die Bronzemedaille bei der Weltmeisterschaft. Weiterhin nahm sie an den Olympischen Spielen 2008 in Peking teil. Ab 2015 lief Szűcs-Bucur für die rumänische Nationalmannschaft auf. Mit Rumänien belegte sie 2015 den dritten Platz bei der Weltmeisterschaft. Sie gehörte dem rumänischen Aufgebot für die Olympischen Spiele 2016 in Rio de Janeiro an.
Szűcs-Bucur trainiert die rumänische Beachhandball-Nationalmannschaft der Juniorinnen.